# Рубрика (ініціал)

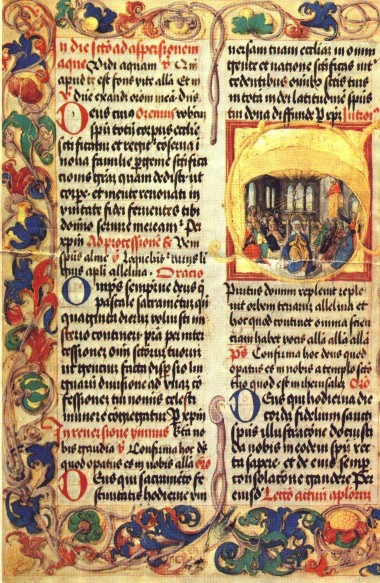
Рубрики в градуалі короля Яна I Ольбрахта в захристі Вавеля

Ру́брика — слово або частина тексту, яка традиційно написана або надрукована червоним чорнилом з метою її виділення. В англійській мові «rubric» (рубрика) — слово, яке запозичене з латини й означає червону вохру або червону крейду; таке виділення з'явилося у середньовічних манускриптах приблизно у XIII столітті. Таким чином, червоні літери використовувалися, щоб виділити початкові літери (зокрема псалмів), заголовки частин текстів або імена релігійної значущості. Ці виділення, відомі як рубрикація, були окремим етапом виготовлення манускрипту.
Поняття «рубрика» означає також червоне чорнило або фарба, які використовувалися для виготовлення рубрик (ініціалів). Хоча червоний колір був найуживанішим, у пізньому Середньовіччі використовувалися також й інші кольори, хоча для їхнього позначення теж вживалося слово «рубрика».
Різноманітні значення цього слова розвинулися від первісного значення. Зазвичай нові значення походять з виразів, наприклад «під рубрикою».